# Brookport, Illinois
Brookport là một thành phố thuộc quận Massac, tiểu bang Illinois, Hoa Kỳ. Năm 2010, dân số của thành phố này là 984 người.

## Dân số
Dân số qua các năm:
- Năm 2000: 1054 người.
- Năm 2010: 984 người.